# Clidemia tuerckheimii
Clidemia tuerckheimii är en tvåhjärtbladig växtart som först beskrevs av John Donnell Smith, och fick sitt nu gällande namn av Henry Allan Gleason. Clidemia tuerckheimii ingår i släktet Clidemia och familjen Melastomataceae. Inga underarter finns listade i Catalogue of Life.